# Таинственная леди
«Таинственная леди» (англ. The Mysterious Lady) — немой чёрно-белый фильм 1928 года.

## Сюжет
Во время посещения Венской оперы русская шпионка Таня Федорова знакомится с австрийским капитаном Карлом фон Раденом. Герои проводят вместе романтический вечер и влюбляются друг в друга.
Полковник Эрик фон Раден, дядя Карла, рассказывает племяннику, кем является на самом деле его новая подруга, и — несмотря на то, что Таня клянется ему в любви — Карл просит её уехать. По поручению генерала Бориса Александрова Таня похищает у Карла секретные документы, и тот попадает под трибунал.
В тюрьме его навещает Эрик и устраивает ему побег в обмен на обещание, что Карл под видом пианиста отправится в Россию, вернет документы и таким образом восстановит своё честное имя. Карл играет на пианино на вечере в честь Тани, затем его бывшая возлюбленная доказывает ему свою преданность и крадет документы вторично — теперь уже у своего шефа Александрова. Генерал ловит её на воровстве, но Таня успевает застрелить его из пистолета, после чего вместе с любовником уезжает в Австрию.

## В ролях
- Грета Гарбо — Таня Федорова
- Конрад Найджел — капитан Карл фон Раден
- Густав фон Сейффертиц — генерал Борис Александров
- Эдвард Коннелли — полковник Эрик фон Раден